# Breitbach (Familienname)
Breitbach ist ein deutscher Familienname.

## Namensträger
- Annette Breitbach-Schwarzlose (1952–2001), deutsche Politikerin (SPD)
- Friedrich Breitbach (1897–1991), deutscher Politiker, Oberbürgermeister der Stadt Trier, Sektfabrikant
- Jakob Breitbach (1896–1949), deutscher Politiker (FDP)
- Joseph Breitbach (1903–1980), deutscher Schriftsteller und Mäzen
- Karl Breitbach (1833–1904), deutscher Landschafts-, Genre-, Porträt- und Aquarellmaler
- Michael Breitbach (* 1947), deutscher Jurist und Basketballspieler
- Robin Breitbach (* 1982), deutsch-schweizerischer Eishockeyspieler
- Udo Breitbach (* 1960), deutscher Priester
- Uli Breitbach (* 1977), deutscher Musiker